# Мендель (лунный кратер)
Кратер Мендель (лат. Mendel), не путать с кратером Мендель на Марсе, — крупный древний ударный кратер в южном полушарии обратной стороны Луны. Название присвоено в честь австрийского биолога и ботаника Грегора Иоганна Менделя (1822—1884); утверждено Международным астрономическим союзом в 1970 г. Образование кратера относится к нектарскому периоду.

## Описание кратера
Ближайшими соседями кратера Мендель являются кратер Блэкетт на западе-северо-западе; кратер Чант на севере; кратер Феньи на северо-востоке; кратер Чедвик на юго-востоке и кратер Липпман на юге. На северо-востоке от кратера находятся горы Пиренеи. Селенографические координаты центра кратера 48°50′ ю. ш. 109°52′ з. д. / 48,83° ю. ш. 109,86° з. д., диаметр 139,7 км, глубина 3 км.
Кратер Мендель расположен в толще пород выброшенных при образовании Моря Восточного, имеет полигональную форму и значительно разрушен. Вал сглажен и перекрыт множеством маленьких кратеров, к юго-восточной части вала примыкает сателлитный кратер Мендель J, к северо-восточной - сателлитный кратер Мендель B. Внутренний склон с остатками террасовидной структуры. высота вала над окружающей местностью достигает 1690 м, объем кратера составляет приблизительно 20900 км³.  Дно чаши пересеченное, в центре чаши расположен хребет вытянутый к юго-запада на северо-восток и состоящий из анортозита (A) и габбро-норито-троктолитового анортозита с содержанием плагиоклаза 80-85 % (GNTA2). От юго-западной части вала кратера Мендель в сторону северо-западной части вала кратера Липпман тянется безымянная цепочка кратеров. На северо-западе от кратера Мендель располагаются остатки большого безымянного кратера.

## Сателлитные кратеры
| Мендель | Координаты                                              | Диаметр, км |
| ------- | ------------------------------------------------------- | ----------- |
| B       | 46°31′ ю. ш. 107°40′ з. д. / 46,52° ю. ш. 107,66° з. д. | 17,0        |
| J       | 51°31′ ю. ш. 107°12′ з. д. / 51,51° ю. ш. 107,2° з. д.  | 57,6        |
| V       | 46°33′ ю. ш. 116°43′ з. д. / 46,55° ю. ш. 116,72° з. д. | 60,8        |

- Образование сателлитного кратера Мендель J относится к раннеимбрийскому периоду[1].
- Образование сателлитного кратера Мендель V относится к нектарскому периоду[1].

## См.также
- Список кратеров на Луне
- Лунный кратер
- Морфологический каталог кратеров Луны
- Планетная номенклатура
- Селенография
- Минералогия Луны
- Геология Луны
- Поздняя тяжёлая бомбардировка